# Curzonlinjen

Curzonlinjen (blåfärgad).

Curzonlinjen var en demarkationslinje mellan Polen och Sovjetunionen som föreslogs vid fredsförhandlingarna 1919. Linjen drogs upp av den brittiske utrikesministern George Curzon. I samband med första världskrigets slut och det ryska inbördeskriget uppstod en dispyt mellan Polen och Sovjetunionen om gränsen mellan de båda, vilket ledde till utbrottet av det Polsk-ryska kriget. Curzon lade fram sitt förslag till Sovjetunionen som en bas för vapenvila. Med ett par mindre avvikelser gick Curzonlinjen ungefär längs den gräns som drogs upp mellan Preussen och Tsarryssland efter den tredje delningen av Polen år 1797, vilket också var den sista gräns mellan länderna som hade erkänts av Storbritannien före fredsförhandlingarna 1919.[källa behövs]
När förslaget först lades fram gynnades Sovjetunionen av krigslyckan, varför man inte var särskilt intresserad av förslaget, och när Sovjet senare drabbades av motgångar var det istället Polen som inte var intresserat av Curzons förslag. Detta ledde till att Curzonlinjen inte kom att spela någon roll vid freden i Riga vid det polsk-ryska krigets slut. 
Freden i Riga innebar att Polen fick 135 000 km² land som i genomsnitt låg 200 km öster om Curzonlinjen. Efter Polens nederlag mot Tyskland 1939 flyttade dock Stalin fram Sovjetunionens gräns till en linje som i stort sett motsvarar Curzons förslag. Denna gräns fick Sovjetunionen behålla även efter andra världskriget och samma gräns utgör idag gränsen mellan Polen, Ukraina och Vitryssland. 
Den linje som delade Polen mellan Nazityskland och Sovjetunionen efter Polens nederlag 1939 följde delvis Curzonlinjen men avvek på vissa platser, till exempel omkring Białystok i norr och Galizien i söder. Linjen antas i allmänhet vara baserad på den etniska majoriteten i respektive område vilket har ifrågasatts av andra.[källa behövs] Det är dock accepterat att den polska befolkningen öster om Curzonlinjen utgjorde en minoritet på 5–20 % av befolkningen enligt den statistik från tiden som finns tillgänglig.
Gränserna i Östeuropa kom att diskuteras på nytt under andra världskriget. Efter Jaltakonferensen gjorde de allierade ledarna Franklin Roosevelt, Winston Churchill, och Josef Stalin ett uttalande där de ställde sig bakom Curzonlinjen som utgångspunkt för gränsen, med en variation på 5–8 km. Curzonlinjen användes som ett väsentligt argument av Stalin under samtalen med de allierade från 1942–1945. Stalin hävdade att Sovjetunionen inte kunde begära mindre territorium åt sig själv än vad Storbritannien redan hade accepterat i ett tidigare fredsfördrag.
Det fanns två versioner av linjen: ”A” och ”B”. Version ”B” placerade Lwów (nu Lviv, Ukraina) i Polen. Linje ”A” är den som användes 1945 som bas för den polsk-sovjetiska gränsen.